# 中村寛生
中村 寛生（なかむら かんせい、2001年6月26日 - ）は、日本のプロボクサー、広島県広島市出身。竹原慎二&畑山隆則のボクサ・フィットネス・ジム所属。

## 来歴
元海上自衛官。
海上自衛隊時代は第4護衛隊群の護衛艦かが (護衛艦)で勤務。21歳で海上自衛隊を退職し上京。退職後も予備自衛官として活動を続けている。竹原慎二のYouTubeチャンネルの竹原テレビの企画でボクシングを始める。2022年12月9日プロテスト合格。
2023年7月21日、木下勇弥とのデビュー戦に敗れるも、12月13日に行われた大和健吾との試合でプロ初勝利を飾った。
2024年は2月26日に関瑞規と対戦するも敗戦。
2025年5月6日、熊田雅史との試合に勝利し、2勝目を挙げた。

## 人物
竹原慎二のYouTubeのチャンピオン育成企画にも出演している事でも知られている。

## 戦績
4戦2勝2敗

## 獲得タイトル
なし